# پاول فانک دو
پاول فانک دو (به انگلیسی: Lt. Gen. Paul E. Funk II)؛ (زاده ۱۹۶۰) ژنرال سه ستاره اهل ایالات متحده آمریکا است که در پنجم سپتامبر ۲۰۱۷ فرماندهی مرکز عملیات «عزم راسخ» علیه داعش در سوریه و عراق را از استفن تاونزند تحویل گرفت. قبل از این پست، وی فرمانده سپاه سوم در فورت هود بود، پدر او نیز به عنوان یک ژنرال سه ستاره، فرمانده سپاه سوم در فورت هود بود.

## زندگی
فانک در سال ۱۹۶۰ در فورت هود تگزاس آمریکا به دنیا آمده و از دبیرستان نوکس فورت فارغ‌التحصیل شده‌است. وی در فورت هود ازدواج کرده‌است. او فارغ‌التحصیل داشنگاه ایالی مونتانا است.

## پست‌ها و مناصب
- فرمانده یک گروهان از تیپ دوم، هنگ ۳۲، تیپ یکم لشکر سوم زرهی در کیرچگونز آلمان
- فرماندهی و ستاد فرماندهی گروهان، گردان چهارم، هنگ زرهی ۶۷ تیپ سوم لشکر سوم زرهی در کیرچگونز آلمان
- اسکادران اول، هنگ سوار زرهی هفتم، تیپ چهارم در لشکر سوار زرهی یکم در فورت هود تگزاس
- تیم رزمی تیپ یکم، لشکر سوار زرهی یکم در فورت هود تگزاس
- تیپ پیاده یکم در کانزاس
- فرمانده سپاه سوم فورت هود[۲]

### وظایف ستاد مشترک
- رئیس بخش دفاع هوا فضای آمریکا در پایگاه هوایی پیترسون کلرادو
- معاون فرمانده کل نیرو در افغانستان
- فرمانده نیروهای مشترک نیروی زمینی فرماندهی مرکزی عراق در بغداد[۲]

### وظایف عملیاتی
- کنترل‌کننده ناظر تیم آتش زنده در مرکز آموزش ملی فورت ایروین در کالیفرنیا
- افسر عملیات اسکادران یکم اسب سواری در فورت کارسون کلرادو
- افسر عملیات ارتش در فورت کارسون کلرادو
- افسر عملیات بخش یکم سوارزرهی در فورت هود تگزاس
- رئیس ستاد سپاه در فورت هود تگزاس
- معاون فرمانده کل نیروهای مسلح مرکزی دو فورت لاینوورث کانزاس
- معاون فرمانده عمومی بخش یکم پیاده‌نظام در فورت رایلی کانزاس
- معاون رئیس ستاد ارتش ایالات متحده در واشینگتن دی سی[۲]

## مدال‌ها
مدال خدمات برجسته، مدال خدمات دفاع برتر، لژیون شایستگی با سه خوشه برنز، مدال برنز ستاره به سه خوشه برگ بلوط برنز، مدال خدمات مدافعان، مدال خدمات با دو خوشته بلوط برنز، مدال سپاس ارتش با چهار خوشه برگ بلوط برنز، مدال موفقیت ارتش، مدال خدمات دفاع ملی با یک ستاره برنزی، مدال خدمات غرب آسیا با سه ستاره برنز، مدال کمپین بین‌المللی افغانستان با یک ستاره برنز، مدال کمپین بین‌المللی عراق با چهار ستاده برنز، مدال کمپین بین‌المللی، مدال جنگ جهانی علیه تروریسم، روبان خدمات ارتشی، مدال خدمات خارج از کشور شماره، مدال ناتو، مدال آزادی کویت و مدال مبارزه با تروریسم